# Фолклендский пролив
Фолкле́ндский проли́в (англ. Falkland Sound, исп. Estrecho de San Carlos) — пролив, разделяющий два основных острова в группе Фолклендских островов — Западный Фолкленд и Восточный Фолкленд. Направлен с северо-востока на юго-запад. Длина пролива составляет около 90 км, ширина в самом узком месте достигает 4 км, в широком — 30 км.
В проливе находятся несколько небольших островков, которые включают группы Сван-Айлендс и Тиссен, а также отдельные острова Грейт, Рагглз и др.
Имя проливу в 1690 году дал британский капитан Джон Стронг в честь Энтони Кэри, 5-го виконта Фолкленд. Со временем Фолклендскими стали называть всю группу островов.